# Moduł fotowoltaiczny
Moduł fotowoltaiczny – najmniejszy, w pełni chroniony przed wpływami środowiska, zespół połączonych ze sobą ogniw fotowoltaicznych.
Maksymalna wartość generowanego napięcia dla pojedynczego ogniwa krzemowego nie przekracza 0,6 V, a moc osiąga wartość od 1 do 2 W. Dla zastosowań praktycznych wymagane jest znacznie wyższe napięcie elektryczne, dlatego właśnie pojedyncze ogniwa łączy się ze sobą tworząc w ten sposób moduły fotowoltaiczne.
W większości modułów fotowoltaicznych materiałem półprzewodnikowym jest krzem w postaci płytek monokrystalicznych lub polikrystalicznych. W związku z ograniczoną globalną dostępnością krzemu oraz rosnącym popytem na ten surowiec, zwiększa się produkcja modułów fotowoltaicznych cienkowarstwowych, do produkcji których jest używany krzem amorficzny, diselenek indowo-miedziowy oraz tellurek kadmu. Technologia cienkowarstwowa charakteryzuje się tym, że mocno redukuje się zużycie wykorzystanych w niej materiałów, a całość modułu jest zbudowana z jednego ogniwa.

## Wydajność i parametry
Jako podstawowe parametry modułów fotowoltaicznych zwykle podaje się osiągi w standardowych warunkach testowych STC (Standard Testing Conditions): napromieniowaniu o mocy 1000 W/m2, temperatury ogniwa 25 °C i spektrum AM równemu 1,5. Podstawą prawną jest norma PN-EN 61853-1:2011.
Moc modułu wyraża się w watopikach (Wp, ang. watt-peak czyli "watów w szczycie") i jest to maksymalna moc modułu uzyskana w warunkach laboratoryjnych STC. Jednak ten parametr podawany jest z pewną tolerancją. Podawana tolerancja mocy może być dodatnia lub ujemna. W takim przypadku moduł może mieć nieznacznie większą lub mniejszą moc. Niektórzy producenci stosują tylko dodatnią tolerancję. 
1kWp (1 kilowatopik = 1000 Wp) instalacji fotowoltaicznej postawionej w środkowej Polsce na południe pod kątem 35° wyprodukuje w Polsce średnio około 1030-1060 kWh rocznie (niekiedy nawet jeszcze więcej), co daje średnio 2,82-2,90 kWh/kWp/dzień, przy uwzględnieniu strat na przewodach, inwerterze i ogniwach. Z tego znakomita większość (nawet 80%) przypada na kilka miesięcy wiosenno-letnich. Rzeczywista wydajność instalacji zależy od pozostałych parametrów modułów. Wydajnośći i moc chwilowa jest bardzo zależna od pogody, która w Polsce daje nasłonecznienie maksymalnie około 1000 W/m2 w słoneczny letni dzień, rzędu 700 W/m2 przy małych zachmurzeniu, do zaledwie rzędu 50 W/m2 przy pełnym zachmurzeniu.
Warto zwrócić uwagę, że w warunkach polskich nasłonecznienie wynosi od około 900 (na północy kraju) do 1100-1200 (na południu) kWh/m2/rok, podczas gdy w Afryce jest około 2 razy większe, tj. średnio 2119 kWh/m2/rok, a największą wartość osiągając w Namibii, dając tam średnio 5,38 kWh/kWp/dzień, w następnej kolejności są kraje takie jak Egipt, Lesotho, Libia i Botswana. Jednocześnie należy pamiętać, że sprawność modułów wynosi maksymalnie ok. 20-22% (w momencie produkcji, następnie w kolejnych latach spada, jn.), co oznacza że z ww. mocy przypadającej na każdy metr kwadratowy jesteśmy w stanie wykorzystać tylko około 200-250 W/m2, a osiągnięcie mocy 1kW wymaga użycia kilku m² działających modułów. Reszta (większość) promieniowania jest zamieniana na ciepło lub odbijana.
Bardzo często w karcie produktu określa się też osiągi w warunkach normalnej temperatury ogniwa NOCT (Normal Operating Cell Temperature):   napromieniowaniu o mocy 800 W/m2, temperaturze otoczenia 20 °C, spektrum AM równemu 1,5 i przy obecności wiatru o prędkości 1 m/s. Temperatura ogniwa zależna jest wówczas od jego rodzaju i jakości i wynosi zazwyczaj od 43 do 48 °C
Jednym ze sposobów na porównanie "jakości" modułów fotowoltaicznych jest podzielenie ich mocy osiąganej w warunkach NOCT przez moc osiąganą w warunkach STC i porównanie wyników. Stosunek NOCT/STC dla modułów fotowoltaicznych standardowej jakości produkowanych w latach 2018-2020 wynosi mniej więcej 72-74%.

### Wpływ temperatury
Wzrost temperatury ogniwa fotowoltaicznego wiąże się ze spadkiem jego mocy. Przyczyną takiego stanu rzeczy jest wzrost drgań atomów sieci krystalicznej ogniwa. Wspomniane drgania utrudniają przepływ elektronów, co przekłada się na zmniejszenie siły elektromotorycznej i spadek napięcia, a w konsekwencji spadek mocy.
W określeniu zmiany mocy wraz ze zmianą temperatury pomocne są dwa parametry modułu, uwzględniane zwykle w kartach katalogowych: temperaturowy współczynnik mocy Pmax oraz temperatura nominalna pracy NOCT. Temperaturowy współczynnik mocy Pmax określa procentowy spadek mocy z każdym wzrostem temperatury ogniwa o 1 °C powyżej 25 °C. Temperatura nominalna pracy NOCT określa, do jakiej temperatury rozgrzewa się ogniwo w warunkach NOCT (opisanych powyżej). Na podstawie tych dwóch parametrów można określić odporność na temperaturę w warunkach NOCT, na podstawie następującego wzoru:
odporność na temperaturę w warunkach NOCT = 100% + (temperatura w warunkach NOCT - 25) * temperaturowy współczynnik mocy
Przykład dla modułu BEP-280:
odporność na temperaturę w warunkach NOCTBEP-280 = 100% + (42 °C-25 °C) * (-0,4%/°C) = 100% - 6,8% = 93,2%
W założeniu powyższy wzór określa odporność na temperaturę modułu w warunkach zbliżonych do rzeczywistych i ma ułatwić porównywanie i wybór optymalnego modułu. Należy przy tym pamiętać, że w przypadku bezwietrznej letniej pogody i montażu utrudniającego wentylację temperatura może przekraczać 70 °C, co przekłada się na znaczący spadek mocy.
Standardowej jakości moduły krystaliczne produkowane w latach 2018-2020 osiągają wynik 92-94%.

### Wpływ niskiego nasłonecznienia i nasłonecznienia rozproszonego
To oczywiste, że im niższe nasłonecznienie, im mniej energii jest dostarczane przez słońce, tym moc modułu fotowoltaicznego jest niższa. Jednak niższa wydajność nie wynika tutaj jedynie z niższego natężenia promieniowanie słonecznego, lecz również ze względnej sprawności konwersji fotowoltaicznej danego modułu w danych warunkach natężenia promieniowania słonecznego.
Sprawność względną w warunkach natężenia napromieniowania o mocy 200 W/m2 danego modułu można znaleźć w jego karcie produktu.
W Polsce blisko 70% energii dociera w zakresie natężenia promieniowania słonecznego niższego od 500 W/m2, w związku z czym warto uwzględniać ten parametr w doborze modułów fotowoltaicznych.
Standardowej jakości moduły krystaliczne produkowane w latach 2018-2020 zachowują w warunkach 200 W/m2 94-96% sprawności względnej.

### Zjawisko LID i roczna utrata mocy
Moduły fotowoltaiczne wraz z upływem lat tracą wydajność. Zazwyczaj średnia roczna utrata mieści się w przedziale 0,35-0,8%. Jednak w pierwszym roku, nawet w pierwszych dniach, moduły tracą od 1 do 5% mocy nominalnej na skutek zjawiska zwanego LID (ang. Light Induced Degradation).
Z tego powodu typowa gwarancja wydajności modułów fotowoltaicznych informuje o gwarantowanym maksymalnym spadku wydajności z biegiem lat. Standardowa gwarancja mówi o maksymalnym 5% spadku wydajności po roku i 20% po 25 latach. Inni producenci dają gwarancję na 17% maksymalnej utraty wydajności po 25 latach. Z kolei jeśli przy produkcji ogniw użyje się galu zamiast boru, to strata sprawności będzie ok. dwukrotnie mniejsza.

## Budowa
Moduł fotowoltaiczny składa się z ogniw oraz warstw tworzyw sztucznych i szkła zabezpieczających ogniwa przed uszkodzeniami chemicznymi i mechanicznymi. Większość modułów posiada też ramkę.
Ogniwa krystaliczne bezpośrednio zabezpieczone są folią EVA lub POV. Ogniwa cienkowarstwowe mają podkład z folii ochronnej PVB.
Znakomita większość modułów zabezpieczona jest od przodu taflą szkła. Pod kątem zabezpieczenia ogniw od spodu wyróżnia się moduły szkło-folia oraz moduły szkło-szkło. Zastosowany materiał wpływa często na długość gwarancji wydajności Panele szkło-folia mają najczęściej 25 lat gwarantowanej wysokiej wydajności, a szkło-szkło - 30 lat.
Podczas gdy większość modułów jest jednostronna, istnieją też moduły dwustronne (nazwa angielska bi-facial). Stosuje się je przede wszystkim na farmy fotowoltaiczne. Przy zastosowaniu modułów dwustronnych, farmy fotowoltaiczne z trackerem jednoosiowym uzyskują wydajność wyższą o 6-9%, niż w przypadku modułów jednostronnych.

### Ogniwa
Ze względu na materiał półprzewodnikowy moduły fotowoltaiczne można podzielić na:
- Krystaliczne (c-Si) - te dzieli się na polikrystaliczne i monokrystaliczne (typu P lub N)
- Cienkowarstwowe - tutaj wyróżnić można z krzemu amorficznego (a-Si), CIGS, CdTe.
- Typu HIT/HJT - będące połączeniem płytek z krzemu monokrystalicznego N oraz krzemu amorficznego

Podział modułów krystalicznych ze względu na sposób połączenia:
- Z busbarami z przodu (od 3 do 12 busbarów, wyróżnia się też busbary płaskie oraz o przekroju koła)
- Typu SWCT
- Typu MWT
- Z wszystkimi połączeniami z tyłu (all back contact)

Podział ze względu na kształt ogniw i ułożenie:
- Standardowe moduły z całych ogniw
- Moduły z ogniw ciętych na pół i ułożonych w dwie połówki (nazwa angielska half-cut)
- Moduły typu „gont” z ogniw ciętych na mniejsze kawałki i układanych na zakładkę